# Alfonsina Orsini
Alfonsina Orsini (Nápoles, 1472-Roma, 7 de febrero de 1520) fue una noble italiana, hija del conde de Tagliacozzo Roberto Orsini, esposa del signore de Florencia Piero II de Médici, cuñada del papa León X y madre del duque de Urbino Lorenzo II de Médici. 

## Biografía
Alfonsina provenía por vía paterna de los señores de Bracciano, línea de la Casa de Orsini; fue hija del conde de Tagliacozzo Roberto Orsini.  Sus parientes maternos, la Casa de Sanseverino, pertenecían desde el siglo XI a una de las familias más prominentes del reino de Nápoles. Después de la muerte de su padre, Alfonsina vivió alternativamente con su madre en la corte del rey de Nápoles, Fernando I. o en los castillos de sus numerosos parientes.
Para fortalecer los lazos con la familia Médici, Virginio Orsini, señor de Bracciano, sugirió a Lorenzo el Magnífico casar a su hijo mayor Pedro con su prima Alfonsina. Dado que Alfonsina no se consideraba un buen partido, Virginio esperaba contar sobre todo con el apoyo de la esposa de Lorenzo, Clarisa Orsini (1453-1488), cuya madre Magdalena era hermana de Roberto, el padre de Alfonsina, y por lo tanto también era prima de Alfonsina. 
Lorenzo el Magnífico envió posteriormente en noviembre de 1486 a su cuñado Bernardo Rucellai (1449-1514) a Nápoles, con la misión de observar a Alfonsina discretamente. La joven Orsini no entusiasmó a Bernardo Rucellai, le pareció demasiado prudente y sin educación. En cambio, elogió sus atributos físicos, admiraba sus hermosas manos y los brazos, y concluyó que con sus catorce años de edad, también debía tener buenas piernas.
Lorenzo acordó entonces por la información de Rucellai, una alianza matrimonial de su hijo con Alfonsina y la dote nada desdeñable de 12.000 ducados.
El 25 de febrero de 1487 se firmó en Nápoles en presencia del rey Fernando I de Nápoles el contrato de matrimonio por poderes, o sea en ausencia de la novia, que fue representada por Virginio Orsini, y del novio, cuyo representante fue Bernardo Rucellai, y luego celebrado con gran esplendor.
El condotiero Virginio Orsini esperaba de la conexión con la familia más rica de Italia lucrativos contratos, recomendaciones y favores financieros para él y su familia.
Alfonsina conoció a su esposo en mayo de 1488, después de que este visitara a Virginio Orsini en el castillo de Bracciano, y luego Alfonsina los acompañó en su viaje a Florencia. La llegada a Florencia, sin embargo, se vio ensombrecida por la muerte de Luisa, la hermana de once años de Pedro, por lo que la fiesta de boda fue pospuesta, pero unas semanas más tarde se celebró al permitirse un alivio del luto.
Muerta en Roma en 1520 con cerca de cuarenta y ocho años de edad, fue sepultada en la Basílica de Santa María del Popolo.

## Descendencia
Alfonsina y Pedro II de Médici, El Fatuo, tuvieron dos hijos:
- Lorenzo II, duque de Urbino (12 de septiembre de 1492-4 de mayo de 1519);
- Clarice de Médici (1493-3 de mayo de 1528). Se casó con Felipe Strozzi el Joven (1488-1538).